# Santo Antônio dos Lopes
Santo Antônio dos Lopes is een gemeente in de Braziliaanse deelstaat Maranhão. De gemeente telt 14.663 inwoners (schatting 2009).